# Henri Bergson
Pour les articles homonymes, voir Bergson (homonymie).
Henri Bergson, né le 18 octobre 1859 à Paris et mort le 3 janvier 1941 dans la même ville, est un philosophe français.
Parmi les ouvrages qu'on lui doit, les quatre principaux sont l’Essai sur les données immédiates de la conscience (1889), Matière et mémoire (1896), L'Évolution créatrice (1907) et Les Deux Sources de la morale et de la religion (1932). Il est également l'auteur du Rire, un essai sur la signification du comique (1900).
Bergson est élu à l'Académie française en 1914 et il reçoit le prix Nobel de littérature en 1927. À la Société des Nations il fut le premier président de la Commission internationale de coopération intellectuelle, ancêtre de l'UNESCO. Ses idées pacifistes ont influencé la rédaction des statuts de la SDN.

## Biographie

### Jeunesse et formation

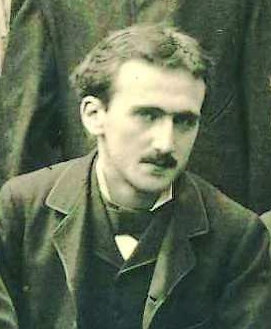
Henri Bergson en 1878 à l'École normale supérieure.

Henri Bergson naît à Paris, dans le 9e arrondissement, rue Lamartine. Par son père, le pianiste Michał Bergson, il descend d'une famille juive polonaise, dont le nom d'origine était Bereksohn, et par sa mère d’une famille juive anglaise. Sa famille vit à Londres quelques années après sa naissance et il se familiarise très tôt avec l’anglais grâce à sa mère. Avant ses neuf ans, ses parents reviennent s’établir à Paris et il fait sa scolarité au lycée Fontanes. À 18 ans, Henri choisit la nationalité française, ce que lui permet sa naissance sur le sol français : Étienne Monceaux et Charles Salomon, deux condisciples de l’École normale supérieure, sont ses témoins.

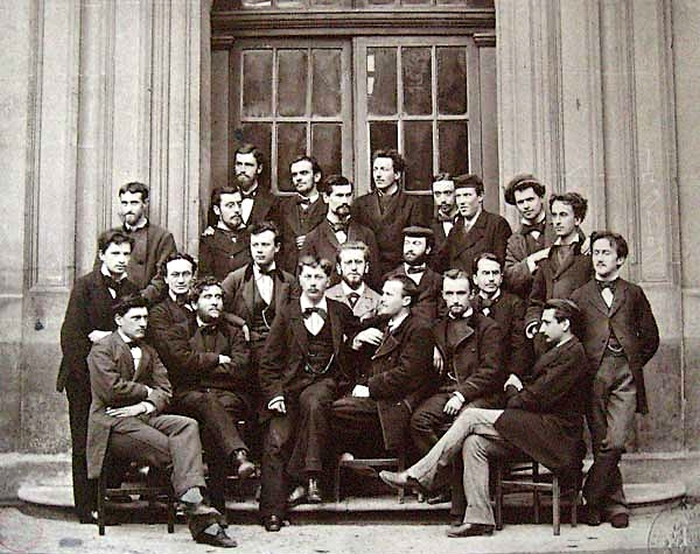
Étudiants à l'E.N.S. d'Ulm à Paris, promotion de 1878 avec Bergson et Jaurès.

En 1877, il obtient le premier prix du concours général de mathématiques. Sa solution au problème posé est publiée l’année suivante dans les Annales de mathématiques et constitue sa première publication.

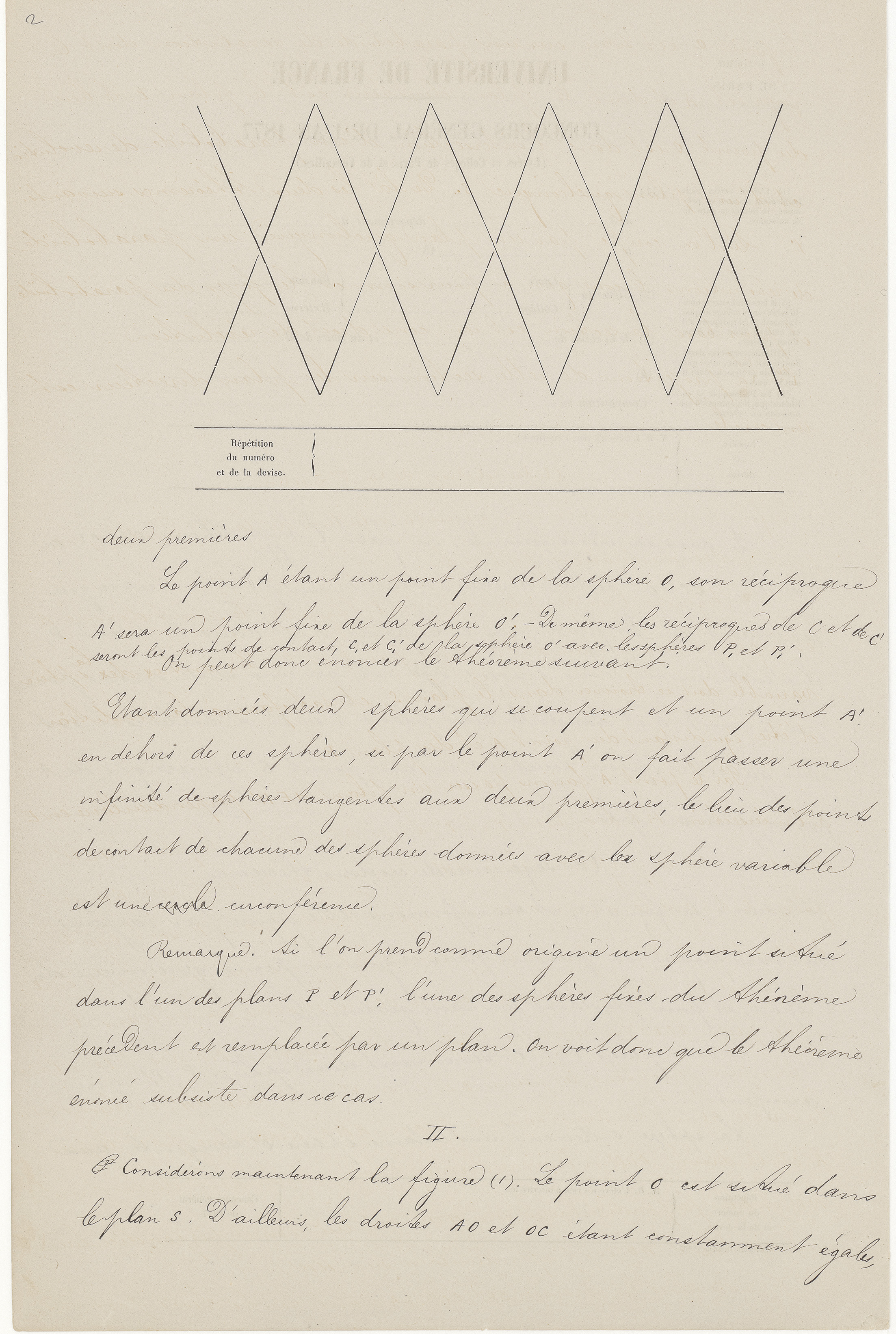
Copie de Henri Bergson au concours général de mathématiques – Archives nationales.

Après quelques hésitations, balançant entre les sciences et les humanités, il opte finalement pour ces-dernières. Il entre à l’École normale supérieure en 1878, dans la promotion d'Émile Durkheim, de Jean Jaurès et de son ami Pierre Janet. Il suit les cours d’Émile Boutroux et obtient une licence en lettres avant d'être reçu deuxième à l’agrégation de philosophie en 1881, derrière Paul Lesbazeilles et devant Jean Jaurès ainsi que Gustave Belot.

### Le professeur

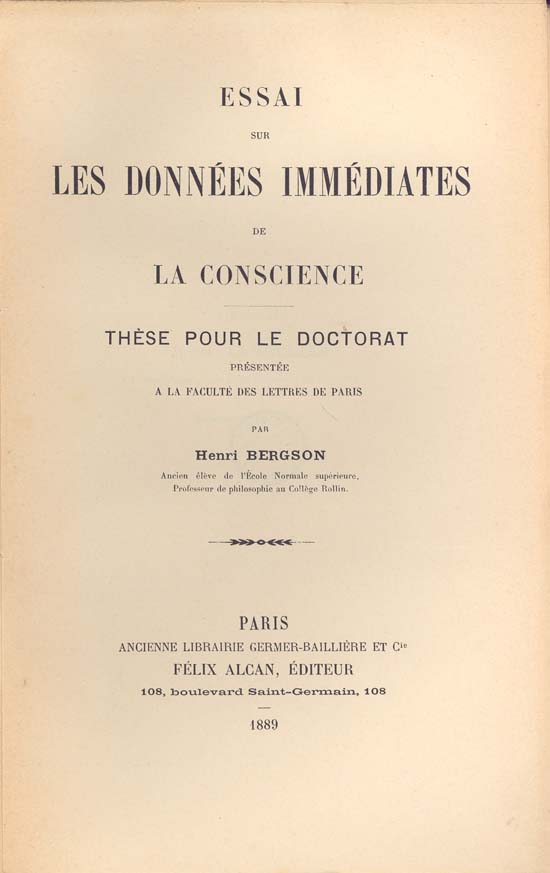
Essai sur les données immédiates de la conscience (thèse, 1889).

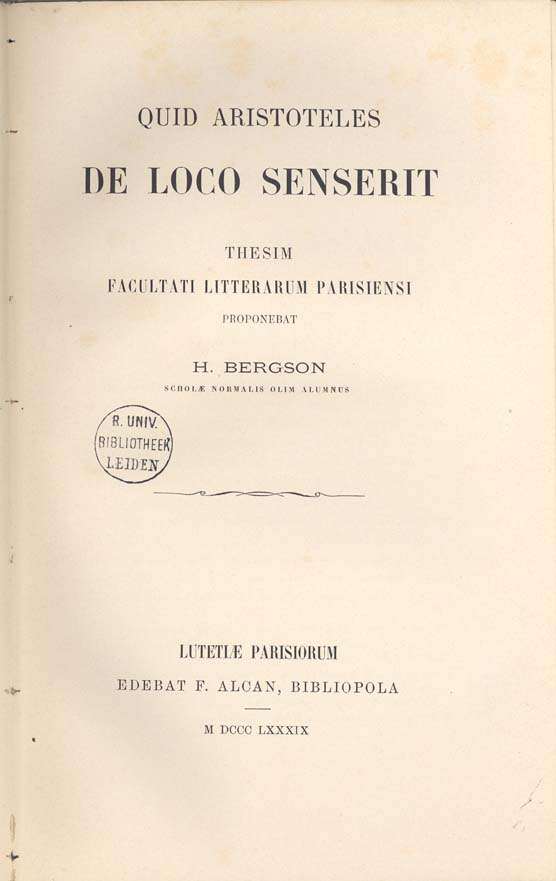
Quid Aristoteles de loco senserit (thèse complémentaire, 1889).

Cette même année, il est nommé professeur au lycée David-d’Angers d’Angers. Deux ans plus tard, il est muté au lycée Blaise-Pascal de Clermont-Ferrand,. Il publie en 1884 des morceaux choisis de Lucrèce, accompagnés d’une étude critique du texte et de la philosophie du poète, ouvrage qui sera plusieurs fois réédité. En parallèle à son enseignement, Bergson trouve le temps de mener des travaux personnels. Il rédige l’Essai sur les données immédiates de la conscience qu’il soumet en même temps qu’une courte thèse en latin sur Aristote, Quid Aristoteles de loco senserit (« L'idée de lieu chez Aristote »), pour son diplôme de docteur en lettres qu’il obtient en 1889. Sa thèse principale est publiée la même année par l'éditeur parisien Félix Alcan dans la série La Bibliothèque de philosophie contemporaine.
Bergson dédicace l'Essai à Jules Lachelier, alors inspecteur général de l’instruction publique, qui était un fervent défenseur de Félix Ravaisson et l’auteur d’un ouvrage philosophique Du Fondement de l'induction paru en 1871 (Lachelier était né en 1832, Ravaisson en 1813 et ils furent tous deux professeurs à l’École normale supérieure).
Bergson s’installe ensuite de nouveau à Paris et, après avoir enseigné quelques mois au collège Rollin, il est nommé au lycée Henri-IV, où il reste huit ans. En 1891-1892, il a pour élève Alfred Jarry, puis en 1897, Maurice Halbwachs. En 1892, il épouse Louise Neuburger (1872-1946). Ils auront une fille, Jeanne Bergson. En 1896, il publie son second ouvrage majeur, Matière et mémoire. Ce livre relativement difficile mais très riche explore les fonctions du cerveau, entreprend une analyse de la perception ainsi que de la mémoire et propose des considérations sur les problèmes de la relation entre l'esprit et le corps. Bergson a consacré des années de recherches à la préparation de chacun de ses ouvrages principaux. C’est particulièrement évident pour Matière et mémoire, où il fait preuve d'une connaissance pointue des recherches médicales de son temps.
En 1898, Bergson devient maître de conférence à l’École normale supérieure, et obtient ensuite le titre de professeur la même année. En 1900, il est nommé professeur au Collège de France, à la chaire de philosophie grecque, en remplacement de Charles Lévêque.

### Le philosophe
Au premier congrès international de philosophie, qui se tient à Paris les cinq premiers jours d’août 1900, Bergson fait une courte mais importante conférence : Sur les origines psychologiques de notre croyance à la loi de causalité. En 1900, Félix Alcan publie Le Rire, une des productions « mineures » de Bergson. Cet essai sur le sens du « comique » est fondé sur un cours qu’il avait donné dans sa jeunesse en Auvergne. En 1901, Bergson est élu à l’Académie des sciences morales et politiques. En 1903, il collabore à la Revue de métaphysique et de morale en publiant un essai intitulé Introduction à la métaphysique, qui peut être lu comme une préface à l’étude de ses livres principaux.[réf. souhaitée]
Le 22 juillet 1902 il est fait Chevalier de la Légion d'honneur.
En 1904, à la mort du sociologue Gabriel Tarde, Bergson lui succède à la chaire de Philosophie moderne. Entre le 4 et le 8 septembre 1904, il participe à Genève au Second congrès international de philosophie où il tient une conférence sur Le Paralogisme psycho-physiologique ou, pour citer son nouveau titre, Le Cerveau et la pensée : une illusion philosophique. Une maladie l’empêche de se rendre en Allemagne pour assister au troisième congrès qui eut lieu à Heidelberg.
Sa troisième œuvre majeure, L'Évolution créatrice, parue en 1907, est son livre le plus connu et le plus étudié. Cet ouvrage constitue l’une des contributions les plus profondes et les plus originales à l’étude philosophique de la théorie de l'évolution. Pierre Imbart de La Tour affirme [Où ?] qu'un « livre comme L’Évolution créatrice n’est pas seulement une œuvre, mais une date, celle d’une direction nouvelle imprimée à la pensée ». En 1918, l'éditeur de Bergson, Alcan, avait effectué 31 rééditions, avec en moyenne deux éditions par an pendant dix ans. Après la parution de ce livre, la popularité de Bergson augmentera considérablement, non seulement dans les cercles académiques, mais aussi dans le grand public.

#### Bergson et James
Bergson se rend à Londres en 1908 où il rend visite au philosophe américain William James — de 17 ans son aîné —, qui sera l’un des premiers à attirer l’attention du public anglo-américain sur ses travaux. On retrouve les impressions de James sur cette entrevue dans une lettre du 4 octobre 1908[réf. nécessaire] : « C’est un homme modeste, mais quel génie intellectuellement ! J’ai la conviction la plus ferme que la théorie qu’il a développée finira par s’imposer, et que l’époque que nous vivons sera une sorte de virage dans l’histoire de la philosophie ». James, dont il commente, défend et explique les idées notamment dans Sur le pragmatisme de William James (texte repris dans La Pensée et le Mouvant), fit sur Bergson une profonde impression et sa pensée est à l'origine de plusieurs des idées que l'on retrouvera dans Les Deux Sources de la morale et de la religion.
Peu avant sa mort, James assiste le Dr Arthur Mitchell dans sa traduction en anglais de L'Évolution créatrice, publiée en 1911. La même année paraît en France la traduction d’un livre de James, Le Pragmatisme, dont la préface Vérité et réalité, est de la main de Bergson. Il y exprime sa sympathie pour l'originalité du travail de James et sa « grandeur d'âme », tout en apportant d’importantes réserves. L'édition critique des œuvres de Bergson dirigée par Frédéric Worms a d'ailleurs repris en 2011 Sur le pragmatisme de William James qui, outre cette préface, contient la correspondance entre Bergson et William James, ainsi que d'autres textes qu'il lui a consacrés.

#### Philosophie et métapsychique
Du 5 au 11 avril 1911, Bergson se rend au quatrième congrès de philosophie à Bologne en Italie, où il fait une contribution remarquée : L’Intuition philosophique. Il est invité plusieurs fois en Angleterre, entre autres à l'université d'Oxford, où il donne deux conférences publiées par Clarendon Press sous le titre La Perception du changement. Dans ce texte, Bergson expose ses idées de façon claire et concise. Oxford rend hommage à son visiteur en lui décernant le titre de Doctor of Science. Deux jours plus tard, Bergson donne une conférence à l'université de Birmingham, intitulée Vie et conscience. Elle sera publiée dans The Hibbert Journal (octobre 1911) et constitue le premier essai du livre L'Énergie spirituelle. En octobre, il retourne en Angleterre où il reçoit un accueil triomphal, et donne au University College London quatre cours sur La Nature de l’âme. En 1913, il visite les États-Unis à l'invitation de l’université Columbia de New York et donne dans plusieurs villes des conférences qui attirent un très large public. En février, à l’université Columbia, il donne des cours en français et en anglais sur le thème Spiritualité et liberté et sur la méthode philosophique. De retour en Angleterre en mai de la même année, il accepte la présidence de la Society for Psychical Research (SPR) et donne dans le cadre de la société la conférence Fantômes de vivants et recherche psychique. Malgré cet engagement public en faveur de la métapsychique, Bergson n'a cessé d'avancer de façon discrète dans un domaine dont il était à la fois un des observateurs avisés (avec les expériences de l'Institut psychologique général sur Eusapia Palladino) et le théoricien caché, selon Bertrand Méheust. L'ampleur de cet intérêt de Bergson pour la métapsychique fut assez tardivement mis en lumière par un chercheur américain, Robert Crogin, qui en fait même une clef importante pour comprendre l'œuvre du philosophe.
Toujours en 1913, le 30 décembre, Bergson prononce un discours au Collège de France à l'occasion du centenaire de Claude Bernard. Dans ce discours, intitulé « La philosophie de Claude Bernard » (repris dans La Pensée et le Mouvant, VII), Bergson fait l'éloge du « génie » particulier du physiologiste en avançant notamment que « l'Introduction à la médecine expérimentale est un peu pour nous ce que fut, pour les XVIIe et XVIIIe siècles, le Discours de la méthode ».
À cette période, la popularité de Bergson augmente, et des traductions de son travail commencent à paraître dans de nombreuses langues : anglais, allemand, italien, danois, suédois, hongrois, polonais et russe. Il est nommé président de l’Académie des sciences morales et politiques et fait officier de la Légion d'honneur le 23 juillet 1912 décoration remise par Jules Lachelier membre de l'Institut.
Son influence est sensible chez certains socialistes, et des mouvements religieux libéraux qualifiés de modernistes ou néo-catholiques. L’Église catholique romaine réagit en mettant les trois ouvrages principaux de Bergson à l’Index (décret du 1er juin 1914). Jacques Chevalier interviendra auprès du nonce à Paris pour que Les Deux Sources ne soit pas mis à l'index, comme le voulaient certains catholiques intransigeants.

### La Première Guerre mondiale
Henri Bergson affirme à l'Académie accomplir un « simple devoir scientifique en signalant dans la brutalité et le cynisme de l'Allemagne, dans son mépris de toute justice et de toute vérité une régression à l'état sauvage », participant ainsi à la propagande anti-allemande. Le regret de ces paroles est par ailleurs un des facteurs qui motivera la rédaction, en 1932, des Deux sources de la morale et de la religion où il explorera notamment, du point de vue philosophique, les causes de la guerre et les moyens de les éviter.

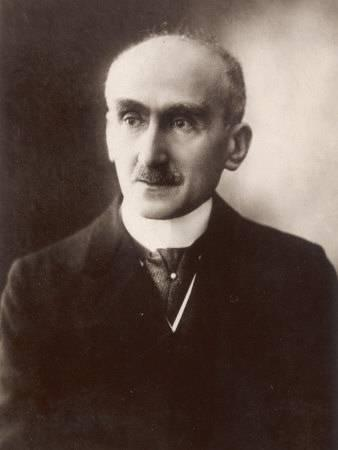
Henri Bergson par Henri Manuel.

En 1914, des universités écossaises invitent Bergson à donner une série de cours, les Gifford Lectures. Une première moitié est prévue au printemps et la seconde à l’automne. La première partie, constituée de onze cours, a lieu à l'université d'Édimbourg sous le titre The Problem of Personality. La seconde est annulée à cause de la Première Guerre mondiale. Dès le 4 novembre 1914, il écrit un article intitulé « La force qui s’use et celle qui ne s’use pas » dans Le Bulletin des armées de la république. Une allocution à l'Académie des sciences morales et politiques en décembre 1914 traite de La Signification de la guerre. Bergson participe également au tirage du Daily Telegraph en l'honneur du roi des Belges, King Albert’s Book (Noël 1914). En 1915, il cède le siège de président de l’Académie des sciences morales et politiques à Alexandre Ribot et fait un discours sur l’évolution de l'impérialisme allemand. Entre-temps, il trouve le temps de rédiger pour le ministère de l’Instruction publique français un résumé de la philosophie française. Durant la guerre, Bergson multiplie voyages et conférences aux États-Unis. Il est présent quand la mission française dirigée par René Viviani se rend sur place à la suite de l’entrée en guerre des États-Unis. Le livre de Viviani La Mission française en Amérique (1917) est préfacé par Bergson. En 2008, on a pu déterminer toute l'influence que Bergson aura eue sur les quatorze résolutions proposées par le président Wilson afin de créer une instance gouvernementale internationale pour prévenir les conflits armés.
Élu à l’Académie française le 12 février 1914, Bergson est officiellement reçu le 24 janvier 1918 par René Doumic en tant que successeur d’Émile Ollivier.
De nombreux articles qu’il avait publiés n’étant plus disponibles, il accepte la proposition de ses amis de les réunir en deux volumes sous le titre L'Énergie spirituelle : essais et conférences. Ils contiennent entre autres Vie et Conscience, L'Âme et le Corps, Le Paralogisme psycho-physiologique et des articles sur la fausse reconnaissance, les rêves et l’effort intellectuel.

### Les dernières années
Le 19 février 1919, il est fait Commandeur de la Légion d'honneur.
En juin 1920, l'université de Cambridge l’honore du diplôme de Doctor of Letters. Pour lui permettre de se consacrer à ses travaux sur l'éthique, la religion et la sociologie, Bergson est dispensé d’assurer les cours liés à la chaire de philosophie moderne au Collège de France. Il conserve la chaire, mais les cours sont dispensés par Édouard Le Roy.

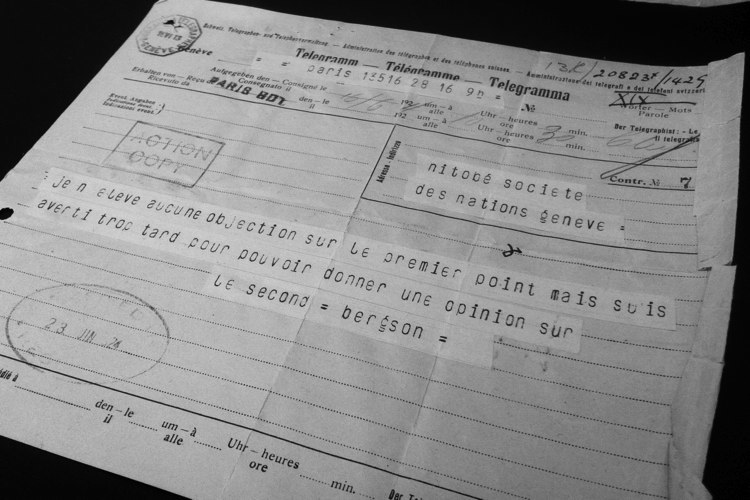
Télégramme d'Henri Bergson, président de la CICI, à Nitobe Inazō, directeur de la section des bureaux internationaux de la SDN (dans laquelle se trouve la CICI).

En 1921, il devient le premier président de la nouvelle Commission internationale de coopération intellectuelle (CICI, la future UNESCO en 1946) qui a pour fonction de promouvoir les conditions favorables à la paix internationale. Elle s'appuie sur l'idée que le développement de l'esprit critique des individus, grâce à l'éducation, leur permet d'agir de manière saine et responsable. La CICI rassemble en son sein des intellectuels du monde entier.
Le 6 avril 1922, il participe à la réunion de la Société française de philosophie qui accueille Albert Einstein de passage en France ; sur la base des arguments de son livre Durée et Simultanéité, il essaie de faire valoir dans un débat avec le physicien la notion de temps universel, rendue caduque par la théorie de la relativité.
Le 7 août 1923, il est élevé à la dignité de Grand Officier de la Légion d'honneur remise par le général de division Dubail chancelier de l'ordre.
En 1925, un rhumatisme déformant se développe, qui le fera souffrir jusqu'à la fin de ses jours. Vivant avec sa femme et sa fille dans une maison modeste située dans une rue calme près de la porte d’Auteuil à Paris, Henri Bergson reçoit le prix Nobel de littérature en 1927. À demi paralysé, il ne peut se rendre à Stockholm pour recevoir son prix.
Le 3 mai 1930, Henri Bergson est élevé à la dignité de grand-croix de la Légion d'honneur par le général Dubail chancelier de l'ordre.
En 1932, il achève son nouvel ouvrage Les Deux Sources de la morale et de la religion, qui étend ses théories philosophiques à la morale, à la religion, à la société et principalement à la mystique. Ce travail est accueilli avec respect par le public et la communauté philosophique, mais tous à cette époque ont pu croire que la grande période de Bergson était finie[réf. nécessaire]. Certains commentateurs plus récents envisagent les choses autrement. Par exemple Anthony Feneuil écrit à propos de Bergson que « l'essentiel de sa théorie du mysticisme est déjà acquis en 1915-1916 ». Ghislain Waterlot estime que les pages 243 à 247 des Deux Sources sont « extraordinaires » et « sans doute uniques dans l'histoire de la philosophie ». Le même auteur et Frédéric Keck soulignent que le style simple et accessible de Bergson « a pu dérouter ses contemporains dans la mesure où ils ont cru y déceler une sorte de naïveté ». Enfin, Frédéric Worms parle à propos de ce livre d'une « puissance continuée de nouveauté ».
À la fin de sa vie, Bergson peut affirmer une dernière fois ses convictions en renonçant à tous ses titres et honneurs plutôt que d’accepter l’exemption des lois antisémites imposées par le régime de Vichy. Bien que désirant se convertir au catholicisme, il y renonce par solidarité avec les autres Juifs. Marques de cette solidarité, plusieurs témoignages indiquent qu'il s'est fait porter par des proches jusqu'au commissariat de Passy, malgré sa maladie, afin de se faire recenser comme « israélite », alors qu'on l'en avait dispensé du fait de sa notoriété et parce qu'il avait rompu avec le judaïsme,,.
Il s'exprime ainsi en 1937 : « Mes réflexions m’ont amené de plus en plus près du catholicisme, où je vois l’achèvement complet du judaïsme. Je me serais converti, si je n’avais vu se préparer depuis des années (en grande partie, hélas ! par la faute d’un certain nombre de Juifs entièrement dépourvus de sens moral) la formidable vague d’antisémitisme qui va déferler sur le monde. J’ai voulu rester parmi ceux qui seront demain des persécutés. Mais j’espère qu’un prêtre catholique voudra bien, si le cardinal-archevêque de Paris l’y autorise, venir dire des prières à mes obsèques. Au cas où cette autorisation ne serait pas accordée, il faudrait s’adresser à un rabbin, mais sans lui cacher et sans cacher à personne mon adhésion morale au catholicisme, ainsi que le désir exprimé par moi d’abord d’avoir les prières d’un prêtre catholique ».
Il précisera sa réflexion, un peu plus tard, en 1938, dans un entretien avec Jacques Chevalier : « Aujourd’hui, je puis bien dire que rien ne me sépare du catholicisme. Mais alors, me direz-vous, pourquoi est-ce que je ne me fais pas catholique ? Je voyais à cela deux obstacles. Le premier, c’est la difficulté que j’éprouvais à transformer un acte d’adhésion en un acte d’obéissance […]. Je reconnais que le catholicisme est l'achèvement du judaïsme. Mais ici surgit le second obstacle, que je n’ai pu encore surmonter. Je me demande si je peux quitter ce judaïsme dans lequel j’ai été élevé, auquel adhéraient mes parents, qui étaient éminemment dignes de respect. N’était-il pas plus religieux, plus vraiment religieux, d’y rester ? Surtout au moment où s’apprête, je le sens, une formidable vague d’antisémitisme, qui frappera mes coreligionnaires ».
S'il fallut attendre 25 ans entre les parutions de l'Évolution créatrice et des Deux sources de la morale et de la religion, c'est notamment en raison de son état de santé, qui ne lui accordait que peu de temps pour le travail. En témoigne ainsi les nombreux courriers qu'il adresse à Jacques Chevalier qui écrit notamment : « Lui qui, à Clermont-Ferrand, pratiquait l’escrime et l’équitation, souffrait alors déjà d’une polyarthrite qui lui rendait la station debout difficile. Une polyarthrite qui ne le quitta pas. « Il a toujours éprouvé le besoin de marcher, de bouger, tandis que sa pensée s’élabore, et l’une des souffrances de l’École normale et du Collège de France fut de l’empêcher de marcher tout en enseignant ». Henri Bergson écrit, par exemple, le 1er janvier 1924 à Jacques Chevalier qu’il souffre, « depuis bientôt plusieurs semaines, d’une arthrite aiguë, et même suraiguë » qui le contraint, écrit Jacques Chevalier le 3 février 1925, « à mener une vie presque monastique ». De 1925 à 1931, il effectue plusieurs séjours successifs en clinique chirurgicale, en Suisse. Les traitements qu’il reçoit lors de ses nombreux séjours à Dax, pour traiter de son état rhumatismal, où « on le plonge tous les matins dans une boue onctueuse et brûlante », des traitements qui sont sans effets. Au cours de leurs Entretiens, le 9 avril 1926, Jacques Chevalier constate qu’il a « gardé toute sa lucidité, la vivacité, la présence de son esprit » mais que « la perte complète de la motricité le gêne énormément, non seulement pour chercher une référence, un livre, mais pour articuler sa pensée ». Henri Bergson lui écrira le 25 janvier 1927 à propos d'un article que doit publier Jacques Chevalier et qu'il lui a soumis : « Au lieu de « je n’aurais pas eu besoin de travailler vingt ans à ma morale », je préférerais « Je n’aurais pas eu besoin d’exercer ma réflexion, comme je le fais depuis tant d’années, sur les problèmes moraux ». Cette seconde réflexion n’évoquerait pas dans l’esprit du lecteur l’idée d’un livre auquel je serais en train de travailler et qu’il faudrait s’attendre à voir paraître bientôt, vingt ans de réflexion étant déjà beaucoup ! Hélas, à l’âge où je suis et avec la maladie qui se met obstinément au travers de mon travail, je ne sais si j’arriverai à donner à cette morale la forme concrète d’un livre ». Il ne sort plus de son bureau et de sa chambre à coucher, « heureusement au même étage ». Ou encore, le 26 février 1940 : « J’ai été fort souffrant, à deux reprises, d’un refroidissement grave, moyen dont se sert habituellement la nature pour congédier les hommes de mon âge ».

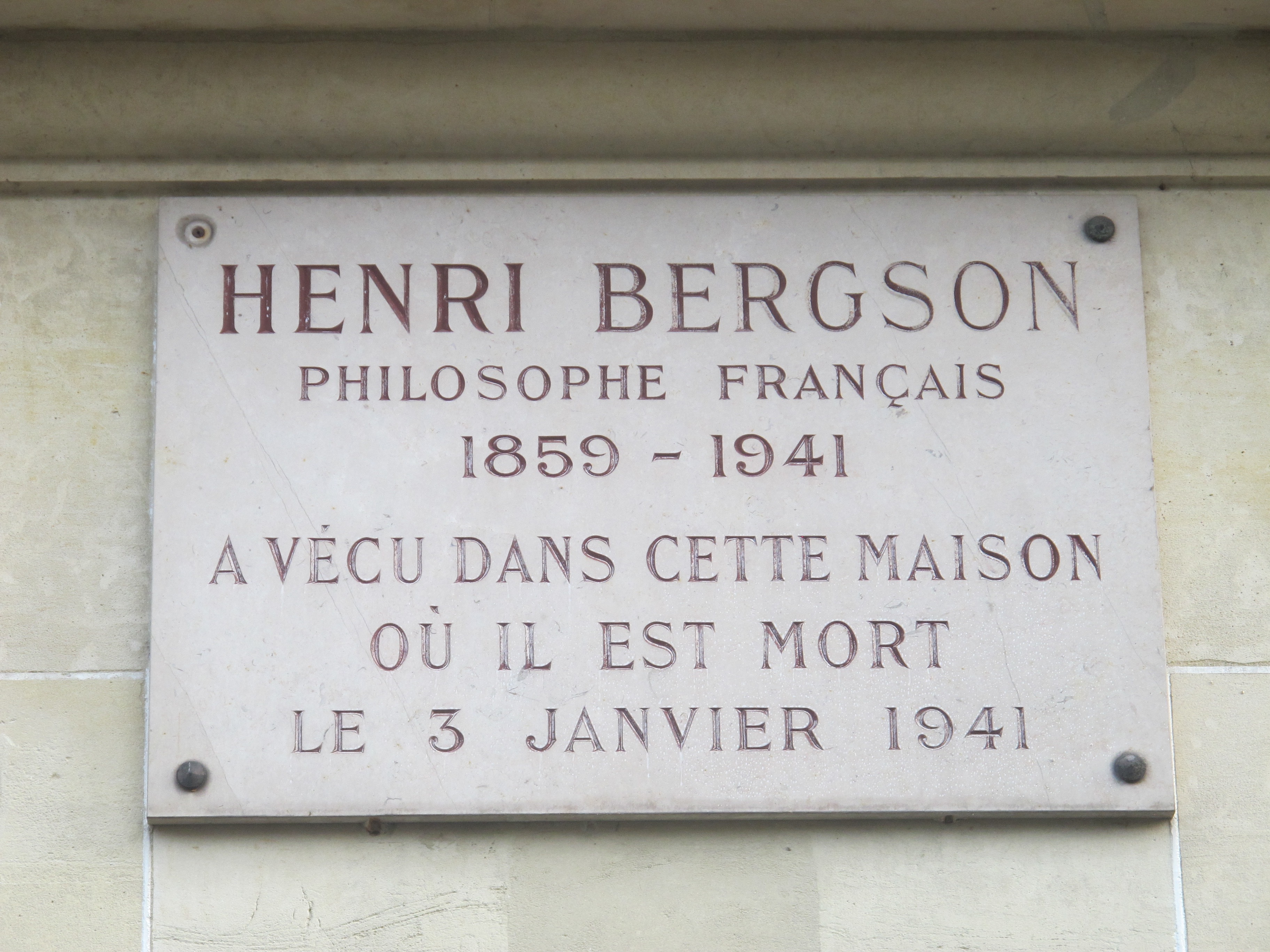
Plaque au 47 boulevard de Beauséjour (Paris).

## Fin de vie

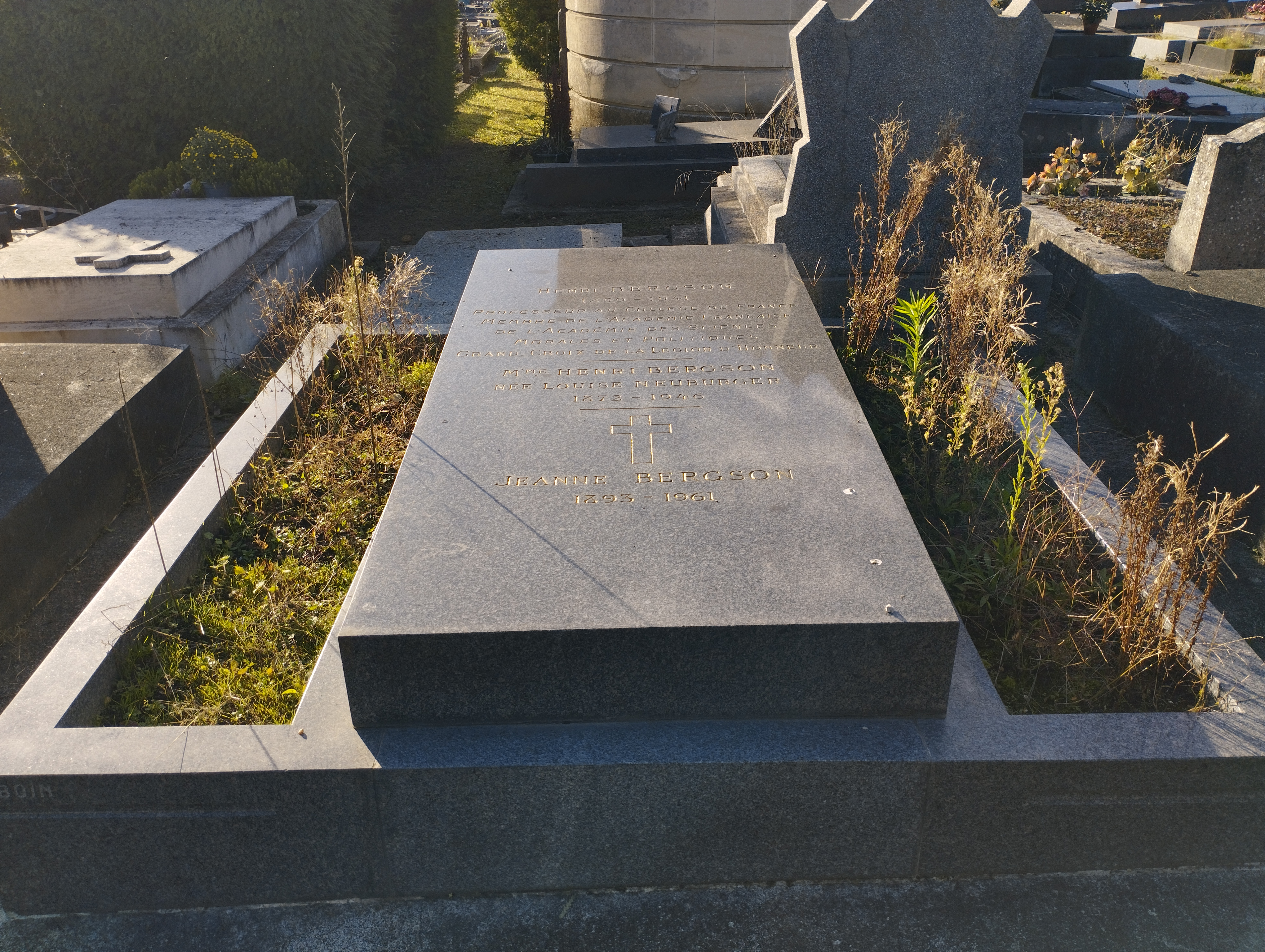
Tombe de Henri Bergson au cimetière de Garches.

Il se rend au commissariat de son quartier pour se faire recenser, considérant la démarche comme un acte civique à la suite de la publication du premier statut des juifs par l'État français, sous la main du Maréchal Philippe Pétain, le 3 octobre 1940.
Henri Bergson meurt le 3 janvier 1941 à son domicile parisien, 47 boulevard de Beauséjour dans le 16e arrondissement,,. À la cérémonie funéraire organisée à son domicile participent Fernand de Brinon, ambassadeur de Vichy en zone occupée, M. Lavelle, représentant Jacques Chevalier, alors secrétaire d'État à l'Instruction publique et Paul Valéry, représentant l'Académie française. Henri Bergson repose au cimetière de Garches, dans les Hauts-de-Seine.
Au décès d’Henri Bergson, son cabinet de travail fut conservé par sa fille, Jeanne Bergson. Elle léguera ce cabinet ainsi que les archives et manuscrits de son père à la Bibliothèque littéraire Jacques Doucet.
Une inscription à la mémoire d'Henri Bergson est gravée sur un pilier du Panthéon de Paris.

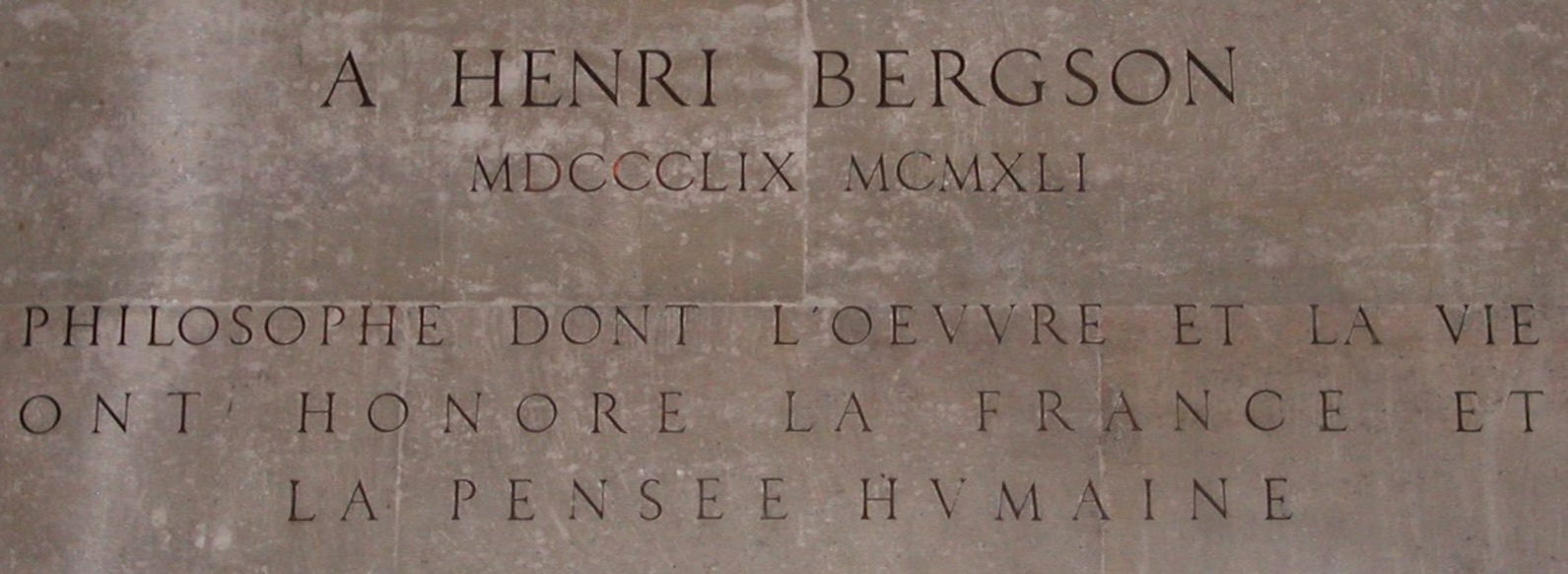
Inscription sur un mur du Panthéon de Paris.

## Philosophie

### Influences
Henri Bergson a tout d'abord été influencé par le positiviste anglais Herbert Spencer, avant de s'en éloigner et de le critiquer. Dominique Combe rappelle l'écart entre L'Évolution créatrice et l'évolutionnisme de Spencer : « L’Évolution créatrice se propose donc de "retracer l’histoire de l’évolution de la vie" en se démarquant de l’évolutionnisme de Herbert Spencer, qui postule l’adaptation des règnes et des espèces sous la double contrainte du déterminisme et du finalisme. Bergson y tente de réconcilier l’idée de création avec celle d’évolution ».
Le philosophe irlandais George Berkeley et son immatérialisme ont fortement influencé Bergson, comme le rappelle Jean-Louis Vieillard-Baron. Bergson a donné des cours sur lui au Collège de France. Bergson commente Berkeley dans Matière et mémoire (1896) et dans sa conférence sur « L'intuition philosophique » en 1911, reprise dans La Pensée et le Mouvant. Dans l'« Avant-Propos » de Matière et Mémoire, Bergson loue l'effort de Berkeley pour critiquer le réalisme des objets. Bergson se situe dans la filiation de Berkeley, même s'il critique son subjectivisme.
Bergson est enfin l'héritier de l'orientation de pensée métaphysique qu'il est convenu de nommer spiritualisme français. Il se reconnaît d'ailleurs explicitement une dette intellectuelle envers François Evellin sur point décisif.
La lecture des grands mystiques chrétiens, au premier chef Thérèse d'Avila et Jean de la Croix, est marquante pour son étude de la morale et de la religion dans Les Deux Sources. Les mystiques sont proposés par Bergson comme exemples de saints ou de héros qui diffusent l'amour de l'humanité. Il les étudie comme des individus qui ont fait l'expérience de Dieu, et c'est cette approche qui retient l'attention de Bergson : non pas théoriser ou conceptualiser les choses divines, mais les expérimenter. Le philosophe néothomiste Jacques Maritain explique que Bergson « croit ici ceux qui sont allés dans le pays des choses divines et qui en sont revenus ».

### La durée
Dans son Essai sur les données immédiates de la conscience (texte de 1889 présenté comme thèse de doctorat), Bergson oppose durée de la conscience et temps scientifique, comme l'explique William Marceau :

« Si tous les mouvements de l'univers étaient uniformément accélérés, bien mieux : si, à la limite, une rapidité infinie resserrait le successif dans l'instantané, aucune formule scientifique ne serait modifiée. Cette situation fictive fait bien sentir que le temps de la science n'est pas celui de l'existence. Qu'est-ce donc alors que ce temps de l'existence auquel le bergsonisme affectera le mot durée ? C'est le temps vécu et, comme tel, donné là où il est vécu, dans la conscience […] Le temps de l'existence est donc radicalement différent de celui que la mécanique et la physique mathématique ont rendu mesurable par une abstraction qui le vide de tout devenir, concrètement incompressible et inextensible […]. Examinant une des « notions scientifiques fondamentales », voici que Bergson se trouvait devant une réalité psychique ; au moment où il constatait un écart entre la durée vécue et le temps qui passait de la science et de la conscience. Le « changement » ne pouvait être plus « complet ». Ajoutons : ni plus inattendu. Le philosophe l'a dit et redit toutes les fois qu'il eut l'occasion de rappeler les premières démarches de sa pensée. »

Pour faire comprendre la différence entre temps et durée, Bergson faisait « fondre » devant les auditeurs du Collège de France un morceau de sucre dans l'eau. Il relate cet exemple du sucre qui fond (nous dirions : qui se dissout) dans L'Évolution créatrice :

« Si je veux me préparer un verre d'eau sucrée, j'ai beau faire, je dois attendre que le sucre fonde. Ce petit fait est gros d'enseignements. Car le temps que j'ai à attendre n'est plus ce temps mathématique qui s'appliquerait aussi bien le long de l'histoire entière du monde matériel, lors même qu'elle serait étalée tout d'un coup dans l'espace. Il coïncide avec mon impatience, c'est-à-dire avec une certaine portion de ma durée à moi, qui n'est pas allongeable ni rétrécissable à volonté. Ce n'est plus du pensé, c'est du vécu. »

Le temps est la mesure d'une répétition dans l'espace. Par exemple le passage d'une aiguille tournant à vitesse constante par le point le plus haut du cercle de l'horloge permet de mesurer une heure, une minute ou une seconde. Le temps est donc une façon de ramener un phénomène évolutif à des coordonnées spatiales. Ainsi dans le « temps spatial » sont décrits les états successifs du sucre fondant dans l'eau. La « durée pure » est la pensée hors mesures de la continuité du même phénomène évolutif. Elle suppose quelque chose qui assure la continuité entre les états successifs, qui est, pour Bergson, la conscience de l'observateur, qu'il appelle « intuition » parce qu'elle se perçoit non par la projection de l'évolution du système décrit sur un référentiel spatial mais par une pensée inséparable de son objet : « Je saisis simultanément que je pense en durée et que je suis en durée », ce qui fera dire à Henri Gouhier « la conscience de durer est durée de la conscience ».
Dans le temps se pense, par calcul, la différence entre des états successifs comme dans la durée pure, par intuition, leur continuité. Celle-ci est une intégration d'états successifs comme celui-là une différenciation d'un phénomène unique. C'est par l'appréhension du saut épistémologique qu'a représentée l'invention mathématique du calcul intégral que Bergson a eu l'intuition, entre 1883 et 1884 alors qu'il était professeur à Clermont-Ferrand, d'introduire la notion de « durée pure » et de faire faire à son tour à la physique, du moins à une phénoménologie (parce que la physique justement spatialise le devenir), un saut épistémologique.

### Face au positivisme et au scientisme
Henri Bergson parvient ainsi à une refondation de la liberté, par ailleurs indéfinissable, mais aussi à une analyse novatrice de la relation de causalité. La causalité, quand elle est considérée sous l'angle purement scientifique, participe selon lui du principe logique d'identité (qui tend à nier la durée). Bergson a écrit « La science a pour principal objet de prévoir et de mesurer : or on ne prévoit les phénomènes physiques qu'à la condition de supposer qu'ils ne durent pas comme nous, et on ne mesure que de l'espace ». Cette conception de la causalité s'est en quelque sorte durcie dans deux courants philosophiques importants du XIXe siècle (qui ne se confondent pas purement et simplement avec la science en tant que telle, mais la considèrent comme la seule façon valable de connaître), deux courants orientés par « le progrès, au XIXe siècle, des sciences positives, et plus spécialement, des sciences de la nature fondées sur l'observation et l'expérimentation. C'est de ce progrès qu'était né le positivisme proprement dit, celui d'Auguste Comte. Mais beaucoup d'esprits […] Forts, d'une part, des suggestions mécanistes de la physique et de la chimie, d'autre part, des théories évolutionnistes de Lamarck et de Darwin, enfin des conceptions associationnistes de la psychologie anglaise […] s'acheminaient vers une théorie purement « scientiste » de l'univers et de l'humanité ».
Ces deux philosophies s'accordent sur l'idée que « tout, dans le monde matériel, psychologique et social, est soumis au déterminisme le plus régulier ; rien ne se produit que suivant des lois constantes et générales ; nulle part on ne trouve de miracle, de contingence, de liberté ; quand certaines causes sont données, certains effets se produisent immanquablement ». Ces deux philosophies ne divergent que de cette façon : pour les positivistes, nous ne connaissons pas le secret de l'origine de l'univers ni sa destinée. Pour le scientisme, « du moment qu'on s'est accordé à soi-même la supposition, soit d'une certaine quantité immuable de « force et de matière », soit en d'autres termes, d'une certaine quantité immuable d'énergie, on a de quoi interpréter intelligiblement tous les phénomènes astronomiques, physiques, chimiques, biologiques, psychologiques et sociaux […] Le monde est « une force qui va », sans poursuivre aucun but que le simple développement de ses puissances intimes. Dans une conception de ce genre, tout se fait d'une façon soit mécanique, soit dynamique, mais en tout cas calculable. Toute l'explication des choses relève donc des mathématiques ». Pour Charles Péguy, cité par André A. Devaux, Bergson est « l'homme qui a réintroduit la vie spirituelle dans le monde », mais pas nécessairement seulement en contredisant Auguste Comte, mais en le dépassant car, estime-t-il, la réintroduction du spirituel « s'est opérée par le recours à une plus grande positivité, intégrant le métaphysique dans le champ de l'expérience objective : première révolution qui consiste à refuser l'assimilation, héritée du comtisme, entre « positif » et « relatif ». Une des clefs du bergsonisme, en effet, est fournie par la distinction qu'il souligne entre « connaissance limitée » et « connaissance relative » : celle-ci « altère la nature de son objet » ; celle-là « le laisse intact, quitte à n'en saisir qu'une partie » ».

### Une métaphysique positive
Henri Bergson a cherché à construire une « métaphysique positive », et à faire de la philosophie une science fondée sur l'intuition comme méthode, dont les résultats proviendraient de l'expérience et qui serait aussi rigoureuse que les sciences fondées sur l'intelligence comme les mathématiques au premier chef. Contrairement à Platon et René Descartes, qui utilisaient la géométrie comme modèle pour faire de la métaphysique une science, Bergson prend pour modèles la biologie, la psychologie et la sociologie, sciences naissantes à son époque, fondées sur le mouvement et non la fixité conceptuelle, et selon Bergson non entièrement mathématisables. Henri Gouhier, spécialiste de Bergson, explique que pour ce dernier :

« Il y a des sciences qui sont rigoureusement rationnelles et qui, cependant, n'imitent pas les chaînes de raisons des géomètres. Avec la biologie, c'est un nouveau modèle d'intelligibilité qui sollicite l'intelligence : à la clarté mathématique des rapports distinctement nombrés s'ajoute une autre clarté, celle des faits exactement établis. L'évidence a maintenant deux modèles, selon qu'elle démontre la vérité ou qu'elle montre la réalité. »

### L'intuition et l'intelligence

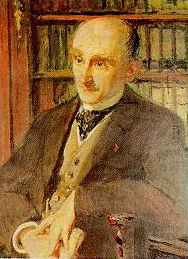
Henri Bergson par Jacques-Émile Blanche, 1891.

Bergson distingue « l'intelligence » et « l'intuition ». L'intelligence est réglée sur la matière, c'est-à-dire qu'elle permet de connaître, ce que résume Frédéric Worms : « L'intelligence est […] la faculté qu'ont certains êtres vivants (les êtres humains) d'agir sur la matière par l'intermédiaire d'outils et de connaître certains objets par l'intermédiaire de leurs rapports, donc avant tout par l'intermédiaire de l'espace ».
L'intuition, quant à elle, est réglée sur la durée. « L'analyse opère sur l'immobile alors que l'intuition se place dans la mobilité ou, ce qui revient au même, dans la durée. Là est la ligne de démarcation bien nette entre l'intuition et l'analyse ». Elle transcende les cadres clos que l'intelligence fabrique pour s'approprier le monde, et va chercher à l'intérieur de la vie une source de connaissance. Bergson ouvre ainsi la voie à une métaphysique nouvelle, en affirmant que le réel, dans son origine, est connaissable. « C'est dans l'expérience, sensible, temporelle, immédiate, qu'il doit y avoir intuition ou pas du tout. Mais si l'intuition est donnée, elle livre alors les caractères d'une réalité, sans aucune relativité due à nos sens ou à notre connaissance, et prend donc un sens métaphysique : le critère de la durée est alors la garantie intrinsèque de la portée métaphysique de l'intuition. C'est sur ce point que Bergson s'oppose à Kant, en faisant revenir au sein de la « matière » de l'« intuition sensible » sa forme (le temps), les concepts mêmes de l'entendement (avec l'intuition de la matière qui fonde l'intelligence), et surtout les grandes expériences métaphysiques du moi, du monde et même de Dieu, inaccessible au philosophe comme tel, de l'expérience mystique ».

#### Définition de l'intuition
Dans La Pensée et le Mouvant Bergson la définit comme « la sympathie par laquelle on se transporte à l'intérieur d'un objet pour coïncider avec ce qu'il a d'unique et par conséquent d'inexprimable ».

#### L'intuition ne s'oppose pas à l'intelligence
Si l'intuition est différente de l'intelligence, elle ne s'y oppose pas. L'intuition n'est possible qu'au terme d'un long effort intellectuel, comme une ressaisie synthétique des données analysées par l'intelligence. Par ailleurs, l'intuition ne peut se communiquer qu'à l'aide de l'intelligence. C'est pourquoi la philosophie est bien, dans son mode d'exposition, un raisonnement.

### L'élan vital
Pour Bergson, « la conscience est coextensive à la vie ». Dans L'Évolution créatrice, il s'oppose tant au modèle mécaniste qu'au modèle finaliste de l'histoire de la vie, en ôtant à cette dernière à la fois toute prévisibilité et tout caractère programmé d'avance. Il définit l'élan vital, « force créant de façon imprévisible des formes toujours plus complexes », pulsion créatrice d'où surgissent les réalités vivantes. Soixante trois ans après la parution de L'Évolution créatrice et dix ans après la découverte du code génétique, la validité scientifique de la théorie de l'élan vital est contestée par le prix Nobel de médecine Jacques Monod dans son essai, Le Hasard et la Nécessité.

### Rapports entre l'âme et le corps
Dans Matière et mémoire, Bergson soutient une conception dualiste de l'être : l'esprit existe par lui-même, ce n'est pas un produit de l'activité biologique du cerveau. Il affirme nettement et systématiquement cette dualité.[réf. nécessaire]
Bergson n'aura de cesse de combattre le parallélisme. Il y a solidarité entre le corps et l'âme, mais rien de plus. « Un vêtement est solidaire du clou auquel il est accroché ; il tombe si l'on arrache le clou ; il oscille si le clou remue ; il se troue, il se déchire si la tête du clou est trop pointue ; il ne s'ensuit pas que chaque détail du clou corresponde à un détail du vêtement, ni que le clou soit l'équivalent du vêtement ; encore moins s'ensuit-il que le clou et le vêtement soient la même chose ». Cet argument combat la théorie selon laquelle le corps et l'âme sont liés en présence de certaines substances chimiques appliquées au corps : ils effectuent selon lui une « confusion d'abstractions », car, selon lui le cerveau est l'outil qui permet à l'esprit de connaître le monde physique et donc d'agir avec lui. Les substances chimiques affectent donc l'outil, mais nullement l'esprit lui-même. Ce serait comme un navigateur qui essaye de diriger son bateau de nuit sous un ciel couvert de nuages avec des outils qui lui permettent habituellement d'observer les étoiles.[réf. nécessaire]
Aujourd'hui, la théorie de la localisation considère certaines fonctions dont la mémoire, les souvenirs (que Bergson attribue à l'esprit) comme des attributs du corps, localisés en des zones du cerveau. La finalité de cette théorie implique un décryptage possible du contenu physique d'un cerveau en un langage compréhensible, c'est-à-dire la probable lecture des pensées, des sentiments, etc. C'est la théorie actuelle de Jean-Pierre Changeux, qui cherche confirmation à travers des analyses effectuées au moyen de la caméra à positons. Pour Bergson, il y a effectivement localisation de zone de traitement de certaines informations, mais en aucun cas elle serait compréhensible par le discours : ce serait comme observer un théâtre de mimes et dire que l'on y comprend tout.

### La morale et la religion
Le dernier livre de Bergson, Les Deux sources de la morale et de la religion, concerne, comme l'indique le titre, les dimensions morales et religieuses de la vie humaine. Il distingue deux types de morales (ouverte et close) et deux types de religion (dynamique et statique), et à partir de là deux types de sociétés.

#### Sociétés closes et sociétés ouvertes
La vie, entendue comme un mouvement créateur, n'est pas seulement responsable de la création des espèces biologiques. Elle est aussi créatrice de la société, parce que l'espèce humaine ne peut survivre qu'en société. Or, la vie en société suppose d'un côté un ensemble d'habitudes et de l'autre des hommes assez confiants dans l'avenir pour faire des projets collectifs et ne pas se morfondre égoïstement. La morale est le système d'habitudes qui permet la vie sociale, tandis que la religion assure la confiance des hommes vivant en société. Elle le fait contre le risque de dissolution sociale du fait de l'intelligence par des interdits et des tabous en inhibant l'homme contre des actions « perçues comme socialement dangereuses ». Par la fonction fabulatrice en proposant l'idée d'immortalité (survivance de la société même à travers ses membres disparus) contre « la représentation de l'inévitabilité de la mort par l'intelligence ». Et enfin par des réactions défensives contre la perception par l'intelligence du risque d'imprévu entre « initiative prise » et « effet souhaité », ce que Bergson considère comme la superstition.

#### Ce n'est pas le philosophe qui déduit la morale ouverte
Toutefois, cette morale et cette religion sociales ne sont pas les seules existantes. Elles sont closes, au sens où elles ne visent que la conservation de l'espèce humaine telle qu'elle est, et pour cela des sociétés séparées et opposées entre elles. L'existence de certaines personnalités exceptionnelles—les héros et les saints— prouve que la vie ne s'en tient pas à la conservation du créé, qu'il s'agisse de l'espèce humaine ou des sociétés. Ces personnalités exceptionnelles existent « de fait », faisant exister aussi la morale ouverte que « le philosophe ne peut pas inventer. C'est ce que montre la suite du premier chapitre [de Les Deux Sources], avec les « grands hommes de bien ». Sans eux, pas plus que chacun de nous ne s'indignerait même de la guerre, le philosophe ne penserait le critère du clos et de l'ouvert ». Pour Bergson, même si ce sont les héros et les saints qui font exister « de fait » la morale ouverte, ce qui est d'une certaine façon trancher en faveur de la religion et de l'amour, ce n'est pas « pour rejeter la raison et la philosophie du côté" de la clôture. De Socrate à Kant en passant par Spinoza, les philosophies morales sont déjà du côté de l'ouvert, même si, selon Bergson, elles en manquent le principe le plus actif ». Cette morale ne sert plus à la conservation de la société mais à la création d'une humanité nouvelle, reprenant l'élan créateur. Le type de ces personnalités extraordinaires est le Christ, et leur grande faculté de création est le signe de leur contact avec le principe même de la création, qu'ils appellent Dieu. Ces créateurs de nouvelles valeurs sont donc aussi des mystiques.
Les sociétés démocratiques se fondent sur cette morale ouverte, qui sert de critère pour distinguer les « sociétés ouvertes » des « sociétés closes ». Le philosophe viennois Karl Popper reprend à Bergson cette distinction, et la reformule dans un contexte libéral et non mystique, dans son livre La Société ouverte et ses ennemis. Dès la Logique de la recherche (Logik der Forschung), il affichait sa proximité avec Bergson quant à l'existence d'une intuition inexplicable à l'origine des théories scientifiques, justifiant, selon Popper, l'impossibilité d'une réelle logique de la découverte : « Il se trouve que mes arguments dans ce livre sont tout à fait indépendants de ce problème. Cependant, mon point de vue sur la question, pour ce qu'il vaut, est qu'il n'existe pas de méthode logique pour avoir de nouvelles idées, ni de reconstruction logique de ce processus. On peut exprimer mon point de vue en disant que toute découverte contient "un élément irrationnel", ou "une intuition créatrice", au sens de Bergson ».
Jean-Louis Vieillard-Baron montre que cette humanité pour Bergson est illimitée. Ce sur quoi débouche la morale ouverte c'est, écrit-il, « un ensemble illimité » « qui ne peut pas se définir comme un groupe ».

#### Étude expérimentale de Dieu
Un des grands apports de Bergson dans le domaine de la philosophie de la religion est sa proposition d'une étude expérimentale de Dieu. Les révélations des mystiques et notamment des mystiques chrétiens sont pour Bergson d'une importance capitale pour le philosophe et pour l'homme en général. Les mystiques prétendant être en contact avec Dieu, il faut étudier le mysticisme pour pouvoir dire quoi que ce soit de Dieu qui ne se fonde pas sur la foi ni sur la connaissance discursive, telle que mise en œuvre dans la métaphysique classique, notamment thomiste consistant à introduire une chose particulière dans un ordre général en lui donnant un nom commun visant à déterminer la nature de Dieu, son quid (son quoi : ce qu'il est) : « si Dieu se donne dans la relation personnelle entretenue avec lui, alors il n'est pas connu dans son quid, mais dans son quis [littéralement son qui] : il n'est pas connu conceptuellement mais personnellement, et une théorie de l'analogie n'a plus de sens […] la nature de Dieu ne se donne jamais qu'à travers sa personne. L'amour est le nom propre de Dieu : il le désigne dans la relation que nous pouvons entretenir avec lui, sans jamais l'insérer dans le réseau conceptuel de nos connaissances discursives ».

#### Influence sur la sociologie et l'ethnologie française
Dans L’Impact de Bergson sur la sociologie et l'ethnologie française paru dans L'Année sociologique en 2012, Heike Delitz parle d'un « effet repoussoir » sur l'école de Durkheim qui a fini par réorienter sa pensée : il s'est mis à étudier les phénomènes religieux. Delitz citant Benrubi estime que Bergson voit en Durkheim un « adversaire de la liberté ». À la fin de son célèbre ouvrage Les Formes élémentaires de la vie religieuse, Durkheim rejette la pensée de Bergson en soulignant que l'on ne peut penser que « sub specie aeternitatis », en plaçant et en ordonnant « le variable sous le permanent, l’individuel sous le social ». Il met la société au-dessus de l'individu. L'influence repoussoir de Bergson se reflète également sur ses collaborateurs comme Henri Hubert, Maurice Halbwachs, Marcel Mauss, Albert Bayet. À gauche, poursuit Delitz, des penseurs comme Paul Nizan, Georges Politzer, Georges Friedmann et Henri Lefebvre créent en 1925 un groupe d’études contre Bergson.

### L'exemple du vêtement et du clou
À propos d'un exemple que l'on retrouve d'abord dans Matière et mémoire :
si l'on se fie à l'image du vêtement accroché au clou, il semble y avoir une incohérence.
- L'esprit est défini comme immatériel, présent dans le temps et non pas dans l'espace.
- Le corps est défini comme matériel, présent dans l'espace et non dans le temps.
- Or, l'image du clou et du vêtement fonctionne uniquement pour deux objets matériels dans l'espace.

Cette apparence de contradiction résulte d'une lecture hâtive et tronquée. Tout Matière et mémoire s'efforce de penser l'articulation de l'esprit et du corps, l'image du clou et du vêtement n'intervient que comme métaphore et pour prouver uniquement que la solidarité diffère de l'identité ; en aucune façon, à aucun moment, Bergson ne donne cette image pour une explication complète et pertinente de sa théorie. Le corps est dans l'espace et dans un temps dont la perspective est une durée relâchée (chapitre IV, Matière et mémoire, à lire avec l'éclairage du chapitre III de L'Évolution créatrice). Il faut aussi signaler que pour Bergson, le concept, produit de l'intelligence, étant toujours suspect, le recours à des images métaphoriques permet de dépasser dans une certaine mesure cette suspicion. Non pas parce que ces images parleraient adéquatement de la chose, mais précisément parce qu'elles ne prétendent pas en parler adéquatement, mais manifestent leur inadéquation,.

### Bergson et l'art
Pour Bergson, l'art est comme « l'image photographique qui n'a pas encore été plongée dans le bain où elle se révélera. Le poète est ce révélateur. » ; l'artiste, un « idéaliste », un « distrait » qui par son retrait du monde a la capacité d'agir sur nos perceptions. Bergson conçoit l'art comme une révélation. L'homme perçoit le monde à travers un espace homogène, créé par son moi superficiel, qui ne correspond pas à la complexité et au caractère hétérogène des choses. Parce qu'il est bien plus compatible avec la société et le langage, le moi superficiel domine le moi profond, qu'il faudrait rechercher pour acquérir sa liberté. L'art permet d'atteindre ce moi profond : l'art a un pouvoir révélateur qui permet à l'homme de prendre conscience du monde dans sa richesse et de se détacher, au moins temporairement, de son moi superficiel envahissant. L'artiste fait passer des sentiments personnels et nous fait « éprouver ce qu'il ne saurait nous faire comprendre ».

## Bergson et la littérature de son temps

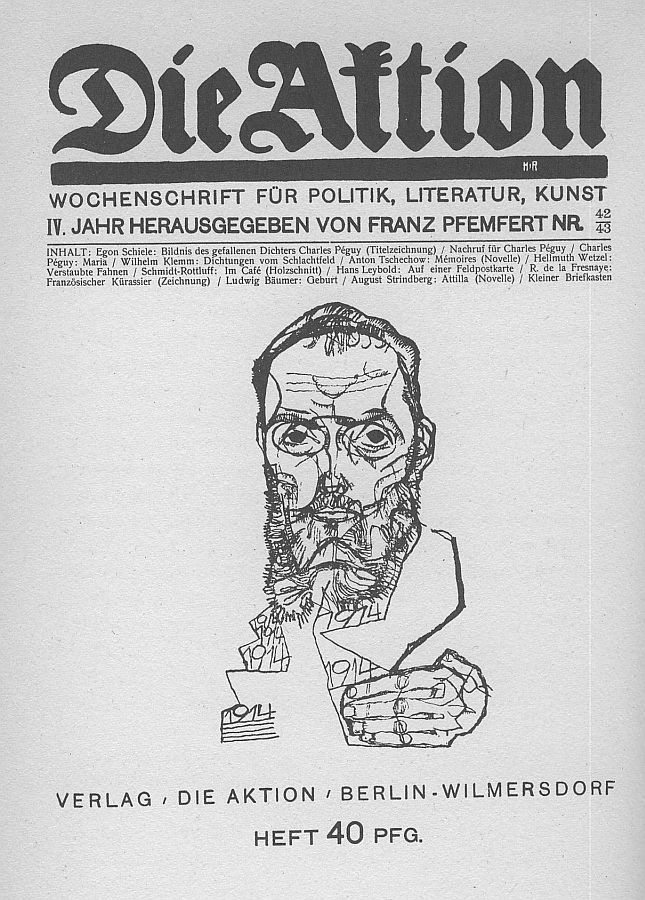
Péguy vu par Egon Schiele sur le périodique allemand L'Action à l'occasion de sa mort en 1914 sur le front de Champagne.

J.-M. Peny écrit que l'« On raconte que Taine, en sortant de la soutenance de thèse de Bergson, en 1889, à la Sorbonne, aurait dit : « Notre génération est finie » ». Cette influence se serait exercée aussi sur des écrivains qui ne peuvent être considérés comme relevant de la catégorie Littérature chrétienne, comme Marcel Proust. Mais en ce qui concerne Proust, la question est controversée. Pour Joyce N. Megay, « certains critiques littéraires ne cessent de rapprocher l'œuvre de Proust de celle du philosophe Henri Bergson », mais selon lui des « différences fondamentales séparent les deux œuvres ». Même si dans ses Chroniques, Marcel Proust donne l'impression de partager le point de vue de Bergson (« Les romanciers sont des sots, qui comptent par jours et par années. Les jours sont peut-être égaux pour une horloge, mais pas pour un homme. Il y a des jours montueux et malaisés qu'il met un temps infini à gravir et des jours en pente qui se laissent descendre à fond de train, en chantant »), il n'a pas la même conception que Bergson de la durée. H. Lazar considère lui aussi que Bergson et Proust n'ont pas tout à fait les mêmes conceptions du temps, et que l'influence du premier sur le second doit être nuancée. Si Proust a bien assisté à la leçon inaugurale de Bergson au Collège de France, en 1900, s'il a lu « sinon la totalité du moins certains des ouvrages de Bergson et il en a annoté au moins un, Matière et mémoire […] cela ne fait pas de lui un disciple de Bergson ni de la Recherche du temps perdu un roman bergsonien, tant les divergences sont grandes même pour les concepts qui leur sont communs ».
En revanche, chez Charles Péguy cette influence est clairement assumée ; d'ailleurs, la Note conjointe sur Monsieur Bergson est un commentaire (d'écrivain) de la pensée du philosophe, comme ce passage où il reprend l'opposition du « tout fait » bergsonnien au « se faisant » : « Il y a quelque chose de pire que d'avoir une mauvaise pensée. C'est d'avoir une pensée toute faite. Il y a quelque chose de pire que d'avoir une mauvaise âme, et même de se faire une mauvaise âme. C'est d'avoir une âme toute faite. Il y a quelque chose de pire que d'avoir une âme, même perverse. C'est d'avoir une âme habituée ».
Dans ses longs Entretiens avec Bergson, Jacques Chevalier, ami, confident et en quelque mesure héritier spirituel de Bergson, a souvent évoqué avec lui les écrivains qui leur étaient contemporains, parfois anecdotiquement comme Paul Claudel, ou par exemple Henry Bordeaux (qu'il apprécie) et quelques autres. Il est plus précis en ce qui concerne Paul Bourget; quand Jacques Chevalier lui demande s'il a lu cet auteur et s'il a exercé une influence sur lui, Bergson répond que non : « D'ailleurs je ne vois pas comment il aurait subi mon influence : son spiritualisme était fondé sur la tradition, et non, comme le mien, sur la vie intérieure ». Il est en revanche plus positif à l'égard de Vie de Beethoven, de Romain Rolland, où il retrouve la collaboration de la construction et de l’inspiration. Il est également enthousiaste à l'égard du roman de Joseph Malègue, Augustin ou le Maître est là que Chevalier voit sur le bureau de Bergson « bourré de marques et de feuilles intercalées » et dont le philosophe pense que « c'est un livre tout à fait remarquable ».
Fernand Vial a écrit dans la revue américaine Thought : « D’une manière générale, on peut dire que, en raison de son style, de son intérêt pour les problèmes psychologiques et de son appel permanent à l’expérience commune, Bergson a comblé le fossé existant entre la philosophie et la littérature. Une étude de la littérature contemporaine montrerait aisément que les notions de temps, de durée, d’espace, de conscience et de personnalité ont pénétré le roman, la poésie et le théâtre. Il serait absurde bien entendu de dire que tout auteur qui traite de tels sujets a médité l’Essai sur les données immédiates de la conscience ou Matière et mémoire. Mais le bergsonisme a seulement créé une atmosphère intellectuelle de laquelle la création littéraire ne peut pas s’abstraire.

## Disciples et critiques du bergsonisme

### En France
La philosophie de Bergson a eu un effet de mode en France de 1900 à 1914. Le spécialiste Jean-Louis Vieillard-Baron écrit que « de très nombreux enseignants de philosophie dans les lycées français se sont mis à enseigner le bergsonisme ».
Bergson eut aussi des disciples enthousiastes comme Charles Péguy (qui admire chez Bergson la volonté de se défaire des habitudes et des pensées toutes faites, et qui le loue d'avoir valorisé le spirituel contre la puissance de l'argent), Georges Sorel, le jeune Sartre (qui se rattache à la « philosophie nouvelle » de Bergson pour penser la mobilité de l'art du cinéma). Bergson a marqué profondément des penseurs catholiques de son temps comme Étienne Gilson ou Jacques Chevalier, même après la mise à l'Index en 1914 de ses trois premiers livres principaux. Gilson écrit dans son ouvrage posthume L'Athéisme difficile, paru en 1979 : « J'ai vu et entendu cet homme ; et s'il ne fut pas une sorte de génie philosophique, je ne sais pas ce que ces mots signifient ».
Mais le bergsonisme a aussi fait l'objet de critiques importantes. Julien Benda et Georges Politzer s'opposent à sa philosophie spiritualiste, et la qualifient d'irrationaliste. Jacques Maritain, philosophe thomiste, rend hommage à Bergson pour avoir redonné ses droits à la métaphysique et à la mystique mais le range aussi dans l'irrationalisme, parce que selon lui Bergson dans les Deux Sources met l'accent sur l'émotion plutôt que sur la raison comme source de la morale. Son ouvrage de 1913, La philosophie bergsonienne, avait déjà fait la critique du bergsonisme l'année juste avant la mise à l'Index.
Vladimir Jankélévitch a été séduit par la pensée de Bergson. Il lui a consacré plusieurs articles et un livre, Henri Bergson, qui tous rencontrent l'approbation et les éloges de Bergson.
Le phénoménologue Maurice Merleau-Ponty, qui a donné un cours sur L'union de l'âme et du corps chez Malebranche, Biran, Bergson à l'École normale supérieure, retrace le parcours de Bergson vis-à-vis de ses disciples et de ses détracteurs dans une conférence de 1959, « Bergson se faisant ». Merleau-Ponty affirme que Bergson est presque un « philosophe maudit » lors des années (avant la mise à l'Index) où Charles Péguy et Georges Sorel se font ses disciples, même s'il connaît une période de gloire au Collège de France et qu'il sera bientôt académicien. Bergson devient ensuite un auteur canonique, reconnu même par les théologiens catholiques qui l'avaient condamné comme Antonin-Gilbert Sertillanges. Merleau-Ponty écrit :

« La vérité est qu'il y a deux bergsonismes, celui de l'audace, quand la philosophie de Bergson se battait, et, dit Péguy, se battait bien, — et celui d'après la victoire, d'avance persuadé de ce que Bergson a mis longtemps à trouver, déjà fourni de concepts, quand Bergson a fait lui-même les siens. »

Bergson a également influencé Emmanuel Levinas, un autre philosophe existentiel avec Sartre et Merleau-Ponty, tourné lui vers la philosophie juive. Dans un dialogue avec Philippe Nemo, Levinas situe l’Essai sur les données immédiates de la conscience de Bergson parmi les cinq « plus beaux livres de l'histoire de la philosophie ».
À partir des années 1960, Gilles Deleuze réactualise la philosophie bergsonienne. Il est l'auteur d'une monographie sur Le Bergsonisme, et il se sert de la théorie bergsonienne de l'image dans Matière et mémoire pour penser le cinéma, dans ses cours, et ses deux ouvrages Cinéma 1 et Cinéma 2 (1983-1985).

### Dans la philosophie analytique

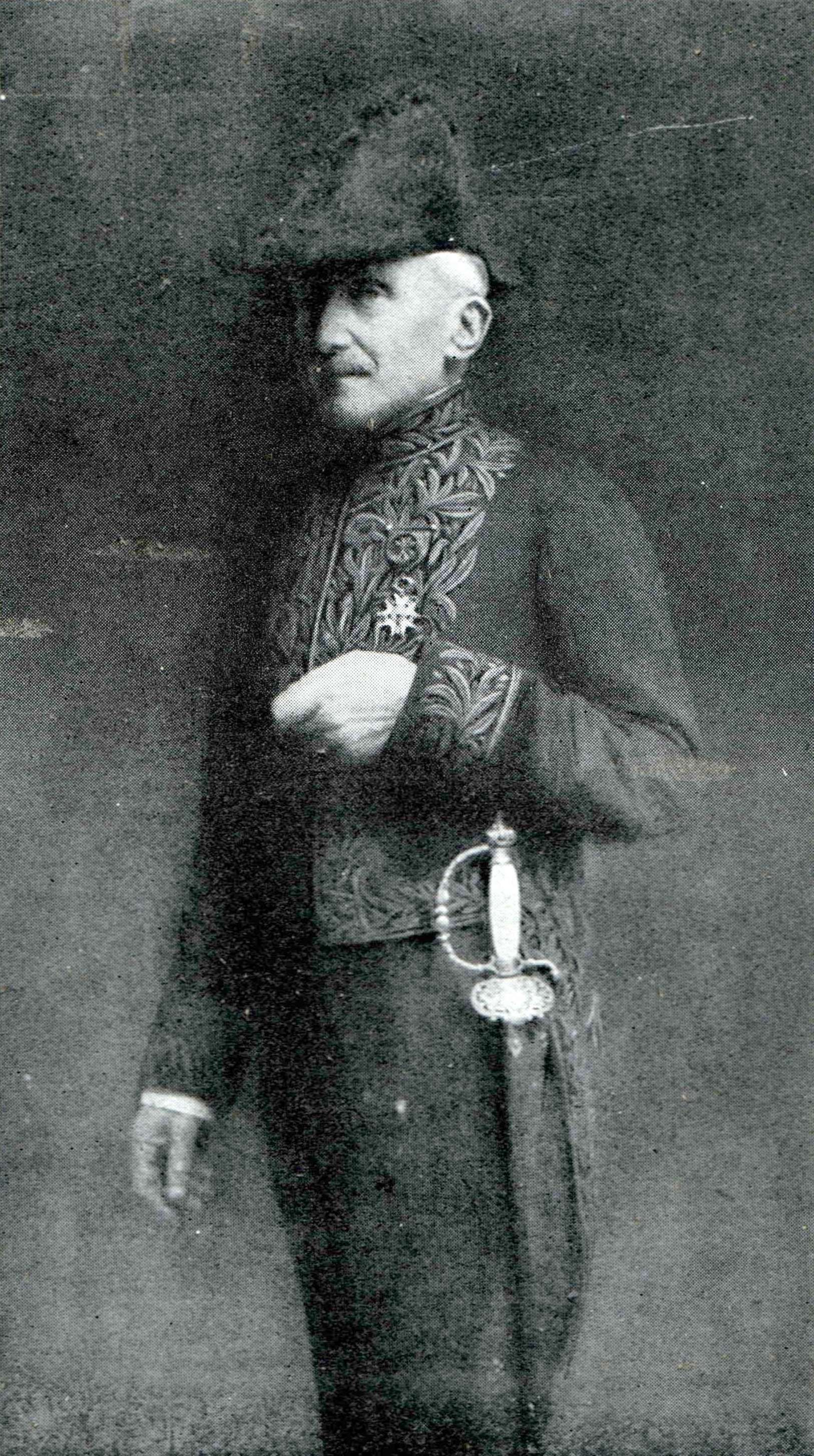
Henri Bergson, le jour de sa réception à l'Académie, 1918.

Certains représentants de la philosophie analytique, contemporains de Bergson, ont fortement critiqué sa méthode et sa philosophie. C'est le cas de Bertrand Russell et Nelson Goodman notamment. Russell, dans ses Essais sceptiques, prononce le jugement suivant à propos du livre de Bergson L'Évolution créatrice : « il n'y a pas dans ce livre, depuis le commencement jusqu'à la fin, un seul raisonnement, donc un seul mauvais raisonnement ; il ne contient qu'une peinture poétique qui fait appel à l'imagination ». Il écrit aussi dans The Philosophy of Bergson, « His imaginative picture of the world, regarded as a poetic effort, is in the main not capable of either proof or disproof ».
Nelson Goodman, philosophe influencé par le Cercle de Vienne, reproche à Bergson son « mysticisme » et son usage de la notion d'intuition. Pour Goodman, l'intuition est une notion fausse, on ne peut pas sortir du registre conceptuel et du langage. Les spécialistes de Goodman Jacques Morizot et Roger Pouivet résument brièvement l'opposition : « Contre Bergson, [Goodman] insiste […] sur la valeur des méthodes formelles et semi-formelles en philosophie. Pour Goodman, le concept ne trahit pas la réalité ; car cela n'a aucun sens de parler de réalité, en tant que telle, au-delà du concept et du langage ».
Il faut noter aussi que Bergson se sentait proche de la métaphysique d'Alfred North Whitehead, qu'il a connue grâce à l'essai de Jean Wahl, Vers le concret (1932). Bergson évoque une « parenté » entre les idées de Whitehead et les siennes, dans une note de La Pensée et le Mouvant. Whitehead, de son côté, avait rendu hommage à Bergson dans Le Concept de nature (1920) et Procès et réalité (1929), mais le spécialiste Didier Debaise note une bifurcation entre les deux philosophies plus qu'une continuité.

## Œuvres
- Essai sur les données immédiates de la conscience, Paris, Félix Alcan, coll. « Bibliothèque de philosophie contemporaine », 1889.
- Matière et mémoire. Essai sur la relation du corps à l'esprit, Paris, Félix Alcan, coll. « Bibliothèque de philosophie contemporaine », 1896.
- Le Rire. Essai sur la signification du comique, Paris, Félix Alcan, coll. « Bibliothèque de philosophie contemporaine », 1900.
- L'Évolution créatrice, Paris, Félix Alcan, coll. « Bibliothèque de philosophie contemporaine », 1907.
- Le matérialisme actuel , (collectif), coll. « Bibliothèque de philosophie scientifique », Paris, Ernest Flammarion, 1913.
- L'Énergie spirituelle. Essais et conférences, Paris, Félix Alcan, coll. « Bibliothèque de philosophie contemporaine », 1919.
- Réflexions sur le temps, l’espace et la vie, Paris, Éditions Payot, 1920
- Durée et Simultanéité. À propos de la théorie d'Einstein, Paris, Félix Alcan, coll. « Bibliothèque de philosophie contemporaine », 1922.
- Les Deux sources de la morale et de la religion, Paris, Félix Alcan, coll. « Bibliothèque de philosophie contemporaine », 1932.
- La Pensée et le Mouvant. Essais et conférences, Paris, Félix Alcan, coll. « Bibliothèque de philosophie contemporaine », 1934.
- Œuvres (Édition du Centenaire), textes annotés par André Robinet, introduction par Henri Gouhier, Paris, Presses universitaires de France, 1959 [reprend tous les ouvrages publiés du vivant de Bergson, à l'exception de la thèse latine et de Durée et Simultanéité].
- Mélanges, textes publiés et annotés par André Robinet avec la collaboration de Rose- Marie Mossé-Bastide, Martine Robinet et Michel Gauthier, avant-propos par Henri Gouhier, Paris, Presses universitaires de France, 1972 [contient entre autres la traduction de la thèse latine de Bergson, Quid Aristoteles de loco senserit, Durée et Simultanéité, et une section "Correspondance, pièces diverses, documents"]. Une grande partie des textes ont été repris dans le cadre de l'édition critique de Bergson aux Presses universitaires de France: Écrits philosophiques, éd. Frédéric Worms (s. dir.), Paris, Presses universitaires de France, coll. «Quadrige», 2011.
- Cours, 4 vol., éd. Henri Hude (avec la collab. de Jean-Louis Dumas et Françoise Vinel), avant-propos par Henri Gouhier, Paris, Presses universitaires de France, coll. "Épiméthée", 1990-2000.
- Correspondances,  publié et annoté par André Robinet avec la collaboration de Nelly Bruyère, Brigitte Sitbon-Peillon, Suzanne Stern-Gillet, Paris: Presses universitaires de France, 2002 (1706 p).
- Correspondances 2, publié et annoté  par Florent Serina et Caterina Zanfi, Paris: Presses universitaires de France, 2024 (960 p).
- Leçons clermontoises, 2 vol., éd. Renzo Raggianti, Paris, L’Harmattan, coll. « La philosophie en commun », 2003-2006.
- Cours de psychologie de 1892-1893 au lycée Henri-IV, éd. Alain Panero. Paris-Milan, SÉHA-Arché, coll. «Anecdota», 2008.
- Cours de philosophie de 1886-1887 au lycée Blaise-Pascal de Clermont-Ferrand : morale, métaphysique, histoire de la philosophie, éd. Sylvain Matton, prés. Alain Panero, Paris-Milan, SÉHA-Arché, coll. Anecdota, 2010.
- Cours de morale, de métaphysique et d’histoire de la philosophie moderne de 1892-1893 au lycée Henri IV, éd. Sylvain Matton, prés. Alain Panero, Paris-Milan, SÉHA-Arché, coll. Anecdota, 2010.
- Nombreux cours et extraits de cours, notamment au Collège de France, publiés dans les Annales bergsoniennes (cf. infra).

## Hommages posthumes
Une rue est nommée Bergson depuis le 9 novembre 1944 sur la commune de Saint-Étienne, puis tout le quartier porte son nom.
Un collège a été construit à Montigny-le-Bretonneux grâce au don de terrain d'Henri Bergson pour l'intérêt général : le collège Bergson. Il a été détruit en 2017 pour faire place en 2022 à un pôle culturel et 137 logements privés. Le nom est remplacé par C. Aznavour.
Le collège de Garches, ville où il est enterré, porte aussi son nom.
Un collège/lycée porte son nom dans le 19e arrondissement de Paris, rue Édouard-Pailleron, près des Buttes-Chaumont.
Une rue à Asnières-sur-Seine (Hauts-de-Seine) dans le nouveau écoquartier Bords de Seine.

### Bibliographie

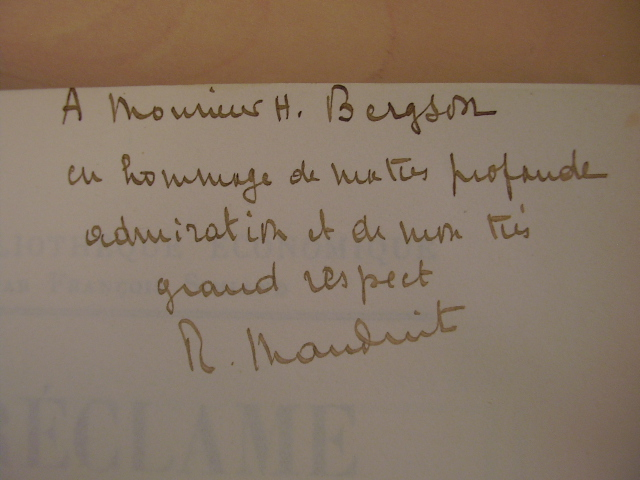
Envoi autographe de Roger Mauduit à Henri Bergson
conservé à la Bibliothèque de sciences humaines et sociales Paris Descartes-CNRS.